# Katedrální chrám Tří hierarchů (Temešvár)
Katedrální chrám Tří hierarchů (rumunsky Catedrala Ortodoxă din Timişoara o Catedrala Mitropolitană) v rumunském městě Temešvár je chrám Rumunské pravoslavné církve.

## Dějiny
Chrám se začal budovat v roce 1937 a dokončen byl v roce 1940. Jeho komplexní dokončení přerušily roky druhé světové války a poslední úpravy byly dokončeny v roce 1946. Vybudovaný byl podle návrhu architekta Ioana Traianescu. Chrám je zasvěcen třem velkým světcům a církevním učitelem, kteří mají velkou vážnost ve východních církvích. Jsou to svatý Basileos Velký, svatý Řehoř Bohoslovec a svatý Jan Zlatoústý (Jan Chrysostom). Temešvárský chrám je jedním z nejvyšších pravoslavných chrámů na světě. Do chrámu se může vejít více než 4000 věřících.
V letech 2003–2006 byla vnitřní výmalba restaurována.

## Architektura
Vzorem pro tento pravoslavný chrám se stala matka pravoslavných kostelů Hagia Sofia v Konstantinopoli. Chrám však kromě byzantských prvků nese znaky typické rumunsko-moldavské architektury, které jsou doplněny prvky karpatského architektonického stylu.
Katedrála má nejméně devět věží a čtyři malé věžičky, z nichž hlavní věž je vysoká 83,7 metru. Je postavena na obrovské železobetonové desce, kterou podpírá více než tisíc železobetonových pilot, zasazených až 20 m hluboko pod betonovou deskou.Celková zastavěna plocha je 1 542 m², z toho pro věřící je 1 084 m². Budova je 63 m dlouhá a 32 m široká. Věže jsou ukončeny šesti kříži a třemi báněmi v podobě mitry. Nejvyšší kříž je vysoký 4,10 m. Sedm zvonů má celkovou hmotnost 8 000 kg a jsou vyrobeny z materiálu dovezeného z ostrovů Sumatra a Borneo. Zvony ulil Antoniu Novotný z Temešváru. Jejich harmonizaci provedl skladatel Sabin Drăgoi.
Ikony napsal ikonopisec Atanasov Demian. Ikonostas má rozlohu 135 m² a je vyroben z lipového dřeva. V suterénu chrámu je sbírka sakrálního umění pravoslavné církve. V muzeu se nachází přes tři tisíce vzácných svazků církevních knih, více než osm set ikon a obrazů, přes sto třicet církevních předmětů, deset artefaktů z drahých kovů, deset rouch a dalších podobných církevních ozdob. Také se zde nacházejí staré rumunské rukopisy, například Nový zákon z Balgradu z roku 1648; Cazania z Varlaamu z roku 1643. V suterénní části proti svatému oltáři se nachází nekropole banátských metropolitů.